# Język rotumański
Język rotumański (oryginalna nazwa Faeag Rotuma) – język używany przez mieszkańców fidżyjskiej wyspy Rotuma.
Klasyfikacja języka jest trudna, gdyż zawiera on wiele zapożyczeń z samoańskiego i tonga, w rezultacie wielkiej wymiany kulturowej terytoriów leżących na Oceanie Spokojnym. Badania przeprowadzone przez Andrew Pawleya wskazują, że język rotumański należy do języków fidżyjskich. 
Język rotumański operuje szykiem SVO (podmiot orzeczenie dopełnienie).